# إسحاق فان زانت
إسحاق فـان زانت (بالإنجليزية: Isaac Van Zandt)‏ هو سياسي أمريكي، ولد في 10 يوليو 1813 في مقاطعة فرانكلين في الولايات المتحدة، وتوفي في 11 أكتوبر 1847 في هيوستن في الولايات المتحدة بسبب حمى صفراء.